# Нантер Південно-Східний
Нанте́рр Півде́нно-Схі́дний (фр. Nanterre-Sud-Est) — кантон у Франції, в департаменті О-де-Сен регіону Іль-де-Франс.

## Склад кантону
Кантон включає в себе 1 муніципалітет:
| Муніципалітет | Площа | Населення, осіб | Рік  |
| ------------- | ----- | --------------- | ---- |
| Нантер*       | -     | 22350           | 1999 |

* — лише південно-східна частина міста Нантер
| Франція | Це незавершена стаття з географії Франції. Ви можете допомогти проєкту, виправивши або дописавши її. |